# Веёвский, Тадеуш
Тадеуш Веёвский (пол. Tadeusz Wiejowski, 4 мая 1914, Колачице, Австро-Венгрия — 1941, Ясло, Генерал-губернаторство) — польский сапожник. Первый человек, которому удалось совершить побег из концлагеря Освенцим.

## Первый побег из Освенцима
Был заключённым номер 220 концентрационного лагеря Освенцим. Прибыл в лагерь 14 июня 1940 года с первым транспортом, доставившим польских политических заключённых из тюрьмы в Тарнуве.
Веёвский совершил побег спустя всего три недели после прибытия, 6 июля 1940 года, воспользовавшись помощью бригады электриков (из числа нанятых гражданских лиц), работавших в лагере. Болеслав Бич (Bolesław Bicz), Эмиль Ковалёвский (Emil Kowalowski), Станислав Мжиглуд (Stanisław Mrzygłód), Юзеф Мушиньский (Józef Muszyński) и Юзеф Патек (Józef Patek) — четверо из них были членами польского Движения сопротивления, Związek Walki Zbrojnej (с пол. — «Союз вооружённой борьбы») — пронесли в лагерь гражданскую одежду, еду и деньги для Веёвского, вывели его с собой за ворота лагеря, выдав за работника своей бригады, после чего довезли до железнодорожного узла, где Веёвский смог спрятаться в товарном вагоне отходящего поезда.
О побеге стало известно во время вечерней переклички заключённых, начатой в 18-00 6 июля. Нацисты заставили 1311 находившихся в лагере узников стоять на плацу до тех пор, пока не будет найден беглец. Заключённые вынуждены были простоять под открытым небом двадцать часов до 14-00 следующего дня. Первая зарегистрированная в Освенциме смерть произошла во время этой двадцатичасовой переклички: заключённый Давид Вонгчевский, польский еврей, потерял сознание и умер от остановки сердца.
8 июля польские электрики, организовавшие побег, были арестованы на основании расследования лагерного гестапо. Их жестоко пытали и приговорили к смертной казни, которую позже заменили поркой и заключением в лагерь. Из пятерых только Болеслав Бич дожил до освобождения.
После побега Тадеуш Веёвский спрятался в родном селе Колачице, где тайно жил вместе с семьёй до осени 1941 года.
В конце 1941-го он вновь был арестован, заключён в тюрьму в Ясло и вскоре расстрелян в одной из местных заброшенных нефтяных шахт.